# Herbert Dirmoser
Herbert Dirmoser, né le 12 avril 1896 à Vienne et mort le 23 janvier 1978 à Erfurt, est un acteur autrichien.

## Filmographie
- 1938 : Le Défi (Der Berg ruft!)
- 1959 : Weißes Blut
- 1963 : Nebel (de)
- 1967 : Et l'Angleterre sera détruite (Die gefrorenen Blitze)
- 1966 : Le Fils de la Grande Ourse (Die Söhne der großen Bärin)
- 1968 : Les Adieux
- 1972 : Eolomea
- 1977 : Unterwegs nach Atlantis (de)